# MGP 2014
MGP 2014 var den 14. årlige MGP-sangkonkurrence for håbefulde sangere i alderen 8 til 15 år, som blev afholdt  15. marts 2014 i Arena Fyn i Odense. Vinderen blev Emma Pi, med sangen "Du Ser Den Anden Vej". Værterne var Martin Brygmann, som har vært vært for MGP for første gang. Anden vært var Sofie Linde Lauridsen, som har været vært i MGP i 2009.
De ti finalister var blevet afsløret den 7. Januar 2014
Reporter i greenroom var Joakim Ingversen.

## Deltagere
| Nr | Deltagere                  | Fulde navn | Sang                   | Resultat      |
| -- | -------------------------- | --- | ---------------------- | ------------- |
| 1  | Lærke                      | Lærke Marquard | "Så ta' den dog"       | Superfinalist |
| 2  | Marius                     | Marius Ryberg Weigand                                                                                                  | "Dig og mig"           | Ude           |
| 3  | The Cone Zone              | Oliver Tue Lundquist Møller, Peter Brøgger Kvist, Frederik Gade Schmidt Petersen, Silja Marie Lundquist Møller         | "Den sure nabo"        | Ude           |
| 4  | Benedikte K. & The Sisters | Benedikte Korsgaard, Viktoria Helene Korsgaard, Monica Rosenberg                                                       | "Det' for sent nu"     | Superfinalist |
| 5  | Marcus                     | Marcus Pedersen | "Julie"                | Ude           |
| 6  | Emma Pi                    | Emma Pi Hedeboe | "Du ser den anden vej" | Superfinalist |
| 7  | The Lucis                  | Cecilie Larsen, Louise Hvilshøj                                                                                        | "Aldrig gå din vej"    | Ude           |
| 8  | Simone og Anemone          | Simone Malling Hansen, Anemone Ahlefeldt-Laurvig                                                                       | "Drømmeland"           | Ude           |
| 9  | Black Moon                 | Alma Fazakerley Gynild, Esther Rohde Stærk, Frieda Meldal Kørner Kolding, Lauritz Willemoe, Mia Maansen, Noa Mouritzen | "Fun in the Summer"    | Ude           |
| 10 | Chili                      | Chili Intasan Pedersen                                                                                                 | "Ikke uden dig"        | Ude           |

### Superfinale
| Nr | Deltagere                 | Sang                   | Procent | Placering |
| -- | ------------------------- | ---------------------- | ------- | --------- |
| 1  | Lærke                     | "Så Ta' Den Dog"       | 33%     | 2         |
| 2  | Benedikte K & The Sisters | "Det' For Sent Nu"     | 29%     | 3         |
| 3  | Emma Pi                   | "Du Ser Den Anden Vej" | 38%     | 1         |